# Сан-Марино на літніх Олімпійських іграх 2000
Сан-Марино брало участь у Літніх Олімпійських іграх 2000 року у Сіднеї, але не завоювало жодної медалі. Країну представляли 4 спортсмени у трьох видах спорту.

## Склад олімпійської збірної

### Легка атлетика
Марафон (чоловіки)
- Ґаєг Луїджі Месіна

- Фінал — 2:35:42 (→ 74-е місце)

### Плавання
Чоловіки, 1500 м вільним стилем
- Дієґо Мулароні

- Попередні запливи — 16:12.91 (→ не пройшов далі)

### Стрільба
Спортсменів — 1
Після кваліфікації найкращі спортсмени за очками проходили до фіналу, де продовжували з очками, набраними у кваліфікації. У деяких дисциплінах кваліфікація не проводилася. Там спортсмени виявляли найсильнішого за один раунд.
Чоловіки
| Спортсмен       | Змагання | Кваліфікація | Місце | Фінал      | Місце      | Усього | Місце |
| --------------- | -------- | ------------ | ----- | ---------- | ---------- | ------ | ----- |
| Франческо Амічі | трап     | 106          | 32    | Не пройшов | Не пройшов | 106    | 32    |

Жінки
- Еманела Фелічі, трап — 7 місце